# Soroll documental
El soroll documental fa referència a l'excés de documents que es recuperen en una cerca documental, a través d’una consulta, en una base de dades i que no són pertinents amb els resultats que s’esperen, i en conseqüència amb les necessitats de l’usuari.
Un dels motius pot ser la polisèmia de paraules, per exemple, si es vol recuperar documents sobre bancs, en el sentit d'entitat financera. Si es formula la consulta amb el terme bancs, recuperarà documents que facin referència a bancs (entitats financeres), bancs (mobiliari urbà), bancs (conjunt de peixos), bancs (de dades), bancs (de sang), etc. Per tant, es recuperaran molts documents amb temàtiques que no són pertinents a la consulta.
La sinonímia provoca silenci documental i la polisèmia i l’homonímia soroll documental, aquesta ambigüitat en el llenguatge natural dificulta recuperar la informació que l’usuari necessita.
Per eliminar aquest soroll, els termes que estan indexats en els bases de dades han de ser unívocs, és a dir, un únic terme per concepte i un únic concepte per terme, en la mida que sigui possible. També, es poden seleccionar o acotar els documents amb els filtres disponibles, afegint termes a la cerca, indicant la tipologia documental o on volem que es trobi la paraula o les paraules que indiquem i amb l’ús dels operadors booleans.
La creació d’un llenguatge controlat és necessari per poder controlar l’ús i el significat dels termes emprats en la indexació i recuperació dels documents, com per exemple creant un tesaurus per cada base de dades.